# Paus Eugenius IV
Paus Eugenius IV, geboren als Gabriele Condulmer (Venetië, 1383 – Rome, 23 februari 1447) was paus van de Rooms-Katholieke Kerk van 3 maart 1431 tot aan zijn dood. Hij was ook een kardinaal-nepoot van paus Gregorius XII (een broer van zijn moeder) en was de oom van de latere paus Paulus II.

## Biografie

### 1383-1431
Gabriele was een zoon van Angelo Condulmer en Beriola Correr, een welgestelde familie oorspronkelijk afkomstig uit Pavia, maar nu woonachtig in Venetië. Na een studie aan de universiteit van Padua kwam Gabriele al vroeg in bezit van een aanzienlijk vermogen (ongeveer 20.000 dukaten), die hij aan de armen schonk, waarna hij kort daarna besloot toe te treden tot het Augustijner klooster van San-Giorgio op het Venetiaanse eiland San Giorgio in Alga.
Op 24-jarige leeftijd werd Gabriele door zijn oom paus Gregorius XII benoemd tot bisschop van Siena. Deze benoeming stuitte echter op grote weerstand bij de bevolking van Siena, die niets moesten hebben van leiders van buitenaf. Hierop besloot Gabriele zijn functie niet op te nemen, waarna hij door zijn oom aangesteld werd als pauselijke schatbewaarder. In 1408 werd hij verheven tot kardinaal-priester waarbij hij aanvankelijk de titelkerk van San Clemente werd toegewezen. Dit werd later omgezet naar de Basiliek van Santa Maria in Trastevere.
Tijdens het pontificaat van paus Martinus V trad Gabriele op als legaat in Picenum en als bemiddelaar om een einde te maken aan de onrust die ontstaan was onder de inwoners van Bologna. Zijn gedecideerde optredens zouden een voorbode worden voor zijn latere benoeming tot de opvolger van paus Martinus V.

### Het conclaaf van 1431
Paus Martinus V overleed op 20 februari 1431 en werd begraven in de Sint-Jan van Lateranen te Rome. Voor de keuze van de nieuwe pontifex waren er theoretisch 23 kardinalen beschikbaar, hoewel er slechts 19 erkend werden en toegelaten konden worden tot het conclaaf. Juan Casanova uit Spanje en Guillaume Raguenel Dinan de Montfort uit Frankrijk waren door Martinus V in pectore verheven, maar werden pas onder paus Eugenius IV gepubliceerd. Domenico Capranica was weliswaar gepubliceerd, maar nog niet toegelaten tot het College van Kardinalen. Philip Repington, afkomstig uit Engeland, had reeds in 1420 zijn ontslag ingediend bij paus Martinus V en had zich daarna geheel teruggetrokken van kerkelijke aangelegenheden.
Van de resterende 19 kardinalen waren er zes, die niet op tijd aanwezig konden zijn voor het conclaaf, wat het kiescollege terugbracht tot 13. Hiervan kwamen er 11 uit Italië, 1 uit Frankrijk en 1 uit Spanje.
| Kiescollege                  | Kiescollege | Kiescollege               | Kiescollege                                      |
| Kardinaal                    | Afkomst     | Benoemd door              | Opmerking                                        |
| ---------------------------- | ----------- | ------------------------- | ------------------------------------------------ |
| Alfonso Carrillo de Albornoz | Spanje      | Tegenpaus Benedictus XIII |                                                  |
| Giordano Orsini              | Italië      | Paus Innocentius VII      | Adellijke familie uit Rome                       |
| Antonio Correr               | Italië      | Gregorius XII             | Kardinaal-nepoot                                 |
| Gabriele Condulmer           | Italië      | Gregorius XII             | Kardinaal-nepoot                                 |
| Antonio Panciera             | Italië      | Tegenpaus Johannes XXIII  |                                                  |
| Branda Castiglione           | Italië      | Tegenpaus Johannes XXIII  | Was familielid van voormalige paus Celestinus IV |
| Lucido de' Conti             | Italië      | Tegenpaus Johannes XXIII  |                                                  |
| Jean de la Rochetaillée      | Frankrijk   | Paus Martinus V           |                                                  |
| Antonio Casini               | Italië      | Martinus V                | Achterneef paus Urbanus VI                       |
| Niccolò Albergati            | Italië      | Martinus V                |                                                  |
| Ardicino della Porta         | Italië      | Martinus V                |                                                  |
| Prospero Colonna             | Italië      | Martinus V                | Kardinaal-nepoot/Romeinse adellijke familie      |
| Giuliano Cesarini            | Italië      | Martinus V                |                                                  |

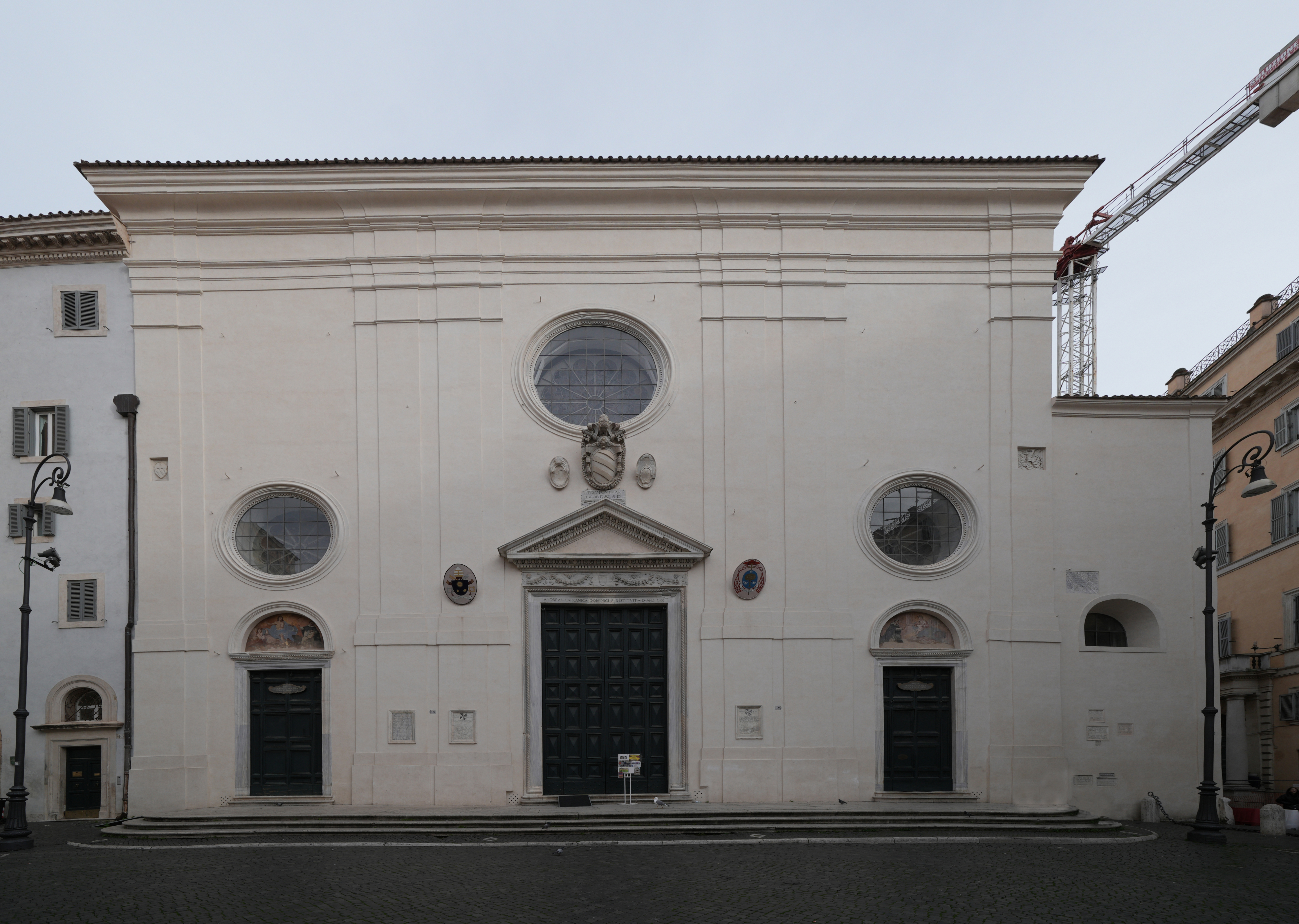
De Santa Maria Sopra Minerva

Het conclaaf vond plaats in de sacristie van de basiliek Santa Maria sopra Minerva, omdat op dat moment het Vaticaan te onveilig werd geacht. Tijdens de voorbespreking van het conclaaf werd bepaald, dat de nieuwe paus de helft van de pauselijke inkomsten met de kardinalen zou delen en dat de paus met het College van Kardinalen alle grote vragen op religieus en wereldlijk gebied zou bespreken.
Al in de eerste stemronde op 3 maart 1431 werd Gabriele Condulmer unaniem gekozen en nam de naam Eugenius IV aan. De kroning volgde op 11 maart 1431 en werd uitgevoerd door Lucido de’ Conti in de Oude Sint-Pietersbasiliek.

### Pontificaat

#### Concilie van Bazel
Al sinds de Babylonische ballingschap der pausen in Avignon verkeerde de Rooms-Katholieke Kerk in woelig vaarwater. Pausen werden benoemd, maar vielen volledig onder de verantwoordelijkheid van de Franse koning. Volgend op de periode van Avignon (1307-1377) werd in Rome opnieuw een paus geïnstalleerd (vanaf paus Urbanus VI, 1378), maar zijn macht kwam tegenover die van tegenpausen te staan, die de bescherming genoten van niet-Italiaanse kardinalen en de buitenlandse machthebbers. Dit leidde tot de periode die bekend werd onder de naam Westers Schisma. Om tot een oplossing te komen werd in 1409 in Pisa een concilie bijeengeroepen, waarbij een voorstel uitging om beide zittende pausen in Avignon (Tegenpaus Benedictus XIII) en Rome (paus Gregorius XII) af te zetten en te laten vervangen door een andere kandidaat, Petrus Philarges. Hij werd tot (tegen)paus Alexander V benoemd. Daar zowel Benedictus als Gregorius niet akkoord gingen met deze regeling werd het probleem vergroot: drie pausen.
|             | Westers Schisma | Westers Schisma | Westers Schisma | Westers Schisma | Westers Schisma | Westers Schisma | Westers Schisma | Westers Schisma | Westers Schisma | Westers Schisma | Westers Schisma | Westers Schisma | Westers Schisma | Westers Schisma | Westers Schisma | Westers Schisma | Westers Schisma | Westers Schisma | Westers Schisma | Westers Schisma | Westers Schisma | Westers Schisma | Westers Schisma | Westers Schisma | Westers Schisma | Westers Schisma | Westers Schisma | Westers Schisma | Westers Schisma | Westers Schisma | Westers Schisma | Westers Schisma | Westers Schisma | Westers Schisma | Westers Schisma | Westers Schisma | Westers Schisma | Westers Schisma | Westers Schisma | Westers Schisma | Westers Schisma | Westers Schisma | Westers Schisma | Westers Schisma | Westers Schisma | Conciliarisme   | Conciliarisme   | Conciliarisme   | Conciliarisme   | Conciliarisme   | Conciliarisme   | Conciliarisme | Conciliarisme | Conciliarisme  | Conciliarisme  | Conciliarisme  | Conciliarisme  | Conciliarisme  | Conciliarisme | Conciliarisme | Conciliarisme | Conciliarisme | Conciliarisme | Conciliarisme | Conciliarisme | Conciliarisme | Conciliarisme | Conciliarisme | Conciliarisme | Conciliarisme | Conciliarisme | Conciliarisme | Conciliarisme | Conciliarisme | Conciliarisme | Conciliarisme | Conciliarisme |
|             | 1378            |                 |                 |                 |                 |                 |                 |                 |                 |                 |                 | 1389            | 1389            |                 |                 |                 |                 | 1394            | 1394            |                 |                 |                 |                 |                 |                 |                 |                 |                 | 1404            | 1404            | 1406            | 1406            |                 |                 | 1409            | 1410            | 1410            |                 |                 |                 |                 | 1415            |                 | 1417            |                 |                 |                 |                 |                 | 1423            | 1423            |               | 1425          |                |                |                | 1429           |                | 1431          | 1431          |               |               |               |               |               |               |               | 1439          |               |               |               |               |               |               |               | 1447          |               |
| Rome        | Urbanus VI      | Urbanus VI      | Urbanus VI      | Urbanus VI      | Urbanus VI      | Urbanus VI      | Urbanus VI      | Urbanus VI      | Urbanus VI      | Urbanus VI      | Urbanus VI      | Urbanus VI      | Bonifatius IX   | Bonifatius IX   | Bonifatius IX   | Bonifatius IX   | Bonifatius IX   | Bonifatius IX   | Bonifatius IX   | Bonifatius IX   | Bonifatius IX   | Bonifatius IX   | Bonifatius IX   | Bonifatius IX   | Bonifatius IX   | Bonifatius IX   | Bonifatius IX   | Bonifatius IX   | Bonifatius IX   | Innocentius VII | Innocentius VII | Innocentius VII | Gregorius XII   | Gregorius XII   | Gregorius XII   | Gregorius XII   | Gregorius XII   | Gregorius XII   | Gregorius XII   | Gregorius XII   | Gregorius XII   | Gregorius XII   | Gregorius XII   |                 | Martinus V      | Martinus V      | Martinus V      | Martinus V      | Martinus V      | Martinus V      | Martinus V      | Martinus V    | Martinus V    | Martinus V     | Martinus V     | Martinus V     | Martinus V     | Martinus V     | Martinus V    | Martinus V    | Eugenius IV   | Eugenius IV   | Eugenius IV   | Eugenius IV   | Eugenius IV   | Eugenius IV   | Eugenius IV   | Eugenius IV   | Eugenius IV   | Eugenius IV   | Eugenius IV   | Eugenius IV   | Eugenius IV   | Eugenius IV   | Eugenius IV   | Eugenius IV   | Eugenius IV   |
| Tegenpausen |                 |                 |                 |                 |                 |                 |                 |                 |                 |                 |                 |                 |                 |                 |                 |                 |                 |                 |                 |                 |                 |                 |                 |                 |                 |                 |                 |                 |                 |                 |                 |                 |                 |                 |                 |                 |                 |                 |                 |                 |                 |                 |                 |                 |                 |                 |                 |                 |                 |                 |                 |               |               |                |                |                |                |                |               |               |               |               |               |               |               |               |               |               |               |               |               |               |               |               |               |               |               |
| Avignon (1) | Clemens VII     | Clemens VII     | Clemens VII     | Clemens VII     | Clemens VII     | Clemens VII     | Clemens VII     | Clemens VII     | Clemens VII     | Clemens VII     | Clemens VII     | Clemens VII     | Clemens VII     | Clemens VII     | Clemens VII     | Clemens VII     | Clemens VII     | Clemens VII     | Benedictus XIII | Benedictus XIII | Benedictus XIII | Benedictus XIII | Benedictus XIII | Benedictus XIII | Benedictus XIII | Benedictus XIII | Benedictus XIII | Benedictus XIII | Benedictus XIII | Benedictus XIII | Benedictus XIII | Benedictus XIII | Benedictus XIII | Benedictus XIII | Benedictus XIII | Benedictus XIII | Benedictus XIII | Benedictus XIII | Benedictus XIII | Benedictus XIII | Benedictus XIII | Benedictus XIII | Benedictus XIII | Benedictus XIII | Benedictus XIII | Benedictus XIII | Benedictus XIII | Benedictus XIII | Benedictus XIII | Benedictus XIII | Benedictus XIII | Clemens VIII  | Clemens VIII  | Clemens VIII   | Clemens VIII   | Clemens VIII   | Clemens VIII   | Clemens VIII   |               |               |               |               |               |               |               |               |               |               |               |               |               |               |               |               |               |               |               |
| Avignon (2) |                 |                 |                 |                 |                 |                 |                 |                 |                 |                 |                 |                 |                 |                 |                 |                 |                 |                 |                 |                 |                 |                 |                 |                 |                 |                 |                 |                 |                 |                 |                 |                 |                 |                 |                 |                 |                 |                 |                 |                 |                 |                 |                 |                 |                 |                 |                 |                 |                 |                 |                 |               |               | Benedictus XIV | Benedictus XIV | Benedictus XIV | Benedictus XIV | Benedictus XIV |               |               |               |               |               |               |               |               |               |               |               |               |               |               |               |               |               |               |               |
| Pisa        |                 |                 |                 |                 |                 |                 |                 |                 |                 |                 |                 |                 |                 |                 |                 |                 |                 |                 |                 |                 |                 |                 |                 |                 |                 |                 |                 |                 |                 |                 |                 |                 |                 |                 |                 | Alexander V     | Alexander V     | Johannes XXIII  | Johannes XXIII  | Johannes XXIII  | Johannes XXIII  | Johannes XXIII  | Johannes XXIII  |                 |                 |                 |                 |                 |                 |                 |                 |               |               |                |                |                |                |                |               |               |               |               |               |               |               |               |               |               |               |               |               |               |               |               |               |               |               |
| Bazel       |                 |                 |                 |                 |                 |                 |                 |                 |                 |                 |                 |                 |                 |                 |                 |                 |                 |                 |                 |                 |                 |                 |                 |                 |                 |                 |                 |                 |                 |                 |                 |                 |                 |                 |                 |                 |                 |                 |                 |                 |                 |                 |                 |                 |                 |                 |                 |                 |                 |                 |                 |               |               |                |                |                |                |                |               |               |               |               |               |               |               |               |               |               | Felix V       | Felix V       | Felix V       | Felix V       | Felix V       | Felix V       | Felix V       | Felix V       | Felix V       |

In 1417 werd tijdens het Concilie van Konstanz op initiatief van keizer Sigismund van het Heilige Roomse Rijk een hernieuwde poging ondernomen om tot een oplossing te komen. Hoofdzaak werd om een kandidaat als paus aan te stellen die voor alle partijen aanvaardbaar was en waarbij alle andere (tegen)pausen zich zouden terugtrekken (Op het Concilie was overigens alleen de tegenpaus Johannes XXIII (opvolger van Alexander V) aanwezig). Daar geen van de zittende pausen hun ambt wilden neerleggen ontstond een impasse, die Johannes XXIII wilde vergroten door heimelijk het Concilie te verlaten en zo de bijeenkomst als ongeldig te laten verklaren. Sigismund besliste echter anders; Johannes XXIII werd gevangengenomen en liet weten dat de aanwezigheid van een paus niet noodzakelijk was om kerkelijke besluiten te nemen. Door deze ontwikkelingen besloten de pausen in Rome en Avignon uiteindelijk af te treden en werd Odo Colonna benoemd tot paus Martinus V.
De uitspraak van Sigismund betreffende de onafhankelijkheid van het concilie luidde de periode van het conciliarisme in, een periode waarin de macht van het concilie groter werd geacht dan die van de paus en de curie. Hoewel Martinus V de gevolgen van deze ontwikkeling al had ondervonden en vlak voor zijn dood tot een nieuw algemeen concilie in Bazel had opgeroepen, was het Eugenius IV die hiermee tijdens zijn pontificaat te maken kreeg.
Op 23 juli 1431 vond de opening van het Concilie plaats, hoewel de opkomst laag was. Eugenius voorzag echter problemen door geluiden van hervorming en een anti pauselijke stemming en vaardigde op 18 december 1431 een bul uit om het concilie te verplaatsen naar Ferrara. Hiermee gingen de deelnemers in Bazel echter niet akkoord; het Concilie vaardigde in februari 1432 een decreet uit waarmee zijn macht bevestigd werd en waarin de paus opgeroepen werd te verschijnen in Bazel. Omdat Eugenius hierop niet wenste in te gaan werd door het concilie besloten, dat de paus niet langer in staat was om kardinalen te benoemen en werd er twijfel geuit over de voortzetting van zijn gezag. Zo werd bepaald dat indien de paus tijdens deze concilieperiode zou sterven, het conclaaf gehouden wordt in Bazel.

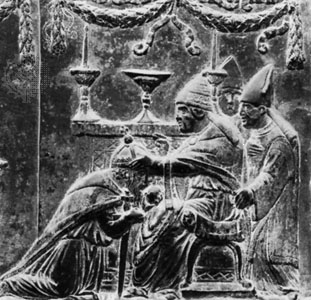
Kroning van Sigismund door Eugenius IV

Onder invloed van keizer Sigismund, die eind 1432 naar Rome trok om zich door de paus tot keizer te laten kronen, klaarde de lucht enigszins; hij wist de paus ervan te overtuigen zijn bul te  herroepen. Eugenius liet zich tijdens het Concilie vertegenwoordigen door legaten en weigerde nog steeds af te reizen naar Bazel. Overigens was het niet alleen de macht van de paus die ter discussie stond tijdens het Concilie van Bazel; ook zaken als simonie, het niet houden aan het celibaat door de geestelijkheid en het maximale aantal zittende kardinalen in de curie werden aan de kaak gesteld. Ook moest worden ingegrepen in de exorbitante levenswijze van de curie. Door deze agressieve aanpak vreesden vele aanwezige kardinalen voor hun (luxe-)positie en besloten daarop alsnog de kant van de paus te kiezen.
Door de dood van Sigismund meende Eugenius dat hij niet meer gebonden was aan zijn verplichtingen ten opzichte van het Concilie van Bazel en besloot alsnog een concilie in Ferrara bijeen te roepen, dat echter niet tot doel had te praten over hervormingen binnen de kerk, maar over een ander opkomend probleem: het oprukken van het Ottomaanse Rijk.
In de bul Doctoris gentium (18 september 1437) verplaatste Eugenius het Concilie van Bazel definitief naar Ferrara. De reactie in Bazel was furieus: opnieuw werden de conciliaristen geconfronteerd met een beslissing van de paus zonder dat hij hen daarin had gekend. Op 24 januari 1438 werd Eugenius door het Concilie uit zijn ambt gezet, in juni dat jaar werd hij tot ketter verklaard en andermaal uit zijn ambt gezet. Op 5 november 1439 werd hertog Amadeus VIII van Savoye tot paus aangesteld, die de naam Felix V aannam. Zijn positie stond echter vanaf het begin onder druk omdat Engeland, Castilië, Frankrijk en het overgrote deel van Italië hem niet wenste te erkennen.
Hoewel de conciliaristen te Bazel op de ingeslagen weg wilden doorgaan, brokkelde hun steun gaandeweg af. Toen in 1445 keizer Frederik III besloot de kant van de paus in Rome te kiezen, vanwege de toezegging van Eugenius dat hij onder meer de keizerskroon zou ontvangen, en Eugenius Alfons V van Aragons claim op het koninkrijk Napels erkende, verloren de conciliaristen hun laatste belangrijke steunpilaren. Uiteindelijk zouden zij zich onder Eugenius’ opvolger paus Nicolaas V) verzoenen met Rome.

##### Effect van het Concilie van Bazel binnen de pauselijke gebieden
Gesterkt door de tegenstand vanuit Bazel tegen de paus braken er in Rome onlusten uit, ondersteund door binnenvallende troepen van Filippo Maria Visconti, dit als represaille tegen de paus voor zijn steun aan Florence en de Republiek Venetië in hun strijd tegen het hertogdom Milaan (de oorlogen van Lombardije), waardoor Eugenius gedwongen werd de stad Rome te ontvluchten. Vermomd als monnik en uitgejouwd en met stenen bekogeld, wist hij via de haven van Ostia te vluchten naar Florence, waar hij zijn intrek nam in het Dominicaner klooster van Santa Maria Novella. Aan kardinaal Vitelleschi werd de opdracht gegeven de rust te herstellen in Rome, dat door de Colonna familie was uitgeroepen tot een stadsrepubliek. Door de vernietiging van hun vesting in Palestrina (Italië) gaven de Colonna’s zich uiteindelijk over. Ook de Prefetti di Vico, van oudsher vijanden van de pauselijke staat en behorend tot de Romeinse adel, werden tijdens deze campagnes definitief verslagen.
Een opstand in Bologna (1438) tegen de paus, onder leiding van de Bentivoglio familie, werd eveneens neergeslagen en Annibale I, de aanvoerder van de familie, gevangengenomen. Met steun van Eugenius IV zou hij op 24 juni 1445 vermoord worden.
Ook het opstandige Foligno, onder leiding van Corrado Trinci, werd door kardinaal Vitelleschi in 1439 ontzet. De inwoners van de stad openden de poorten voor de pauselijke legers en Corrado werd in 1441 onthoofd.

##### DePragmatieke Sanctievan Bourges (1438)
Een van de besluiten die gerelateerd was aan het Concilie van Bazel was het besluit van de Franse koning Karel VI om nagenoeg de gehele Franse kerk onder het gezag van de Franse monarch te plaatsen. Hoewel Eugenius IV zich hard maakte om de Franse koning op andere gedachten te brengen slaagde hij daarin niet.

##### Rijksdag van Mainz (1439)
De Duitse keurvorsten, die aanvankelijk een neutraal standpunt betreffende het Concilie van Bazel innamen, gingen in 1439 in grote lijnen akkoord met de bepalingen van het overleg; benoemingen op voordracht van de vorst bleef mogelijk, pauselijke inkomsten binnen de Duitse gebieden werden geannuleerd. Op het gebied van de suprematie van het concilie ten opzichte van de paus bleven de vorsten neutraal. Door bemiddeling van Enea Silvio Piccolomini (de latere paus Pius II) slaagde Eugenius er vlak voor zijn dood in de Duitse vorsten weer onder de hoede van Rome te brengen.

#### Concilie van Ferrara-Florence
Door de groeiende dreiging van het Ottomaanse Rijk zocht de oosters-orthodoxe kerk aansluiting bij de westerse kerk om zo hulp te krijgen in hun strijd tegen de Ottomanen. Hierop werd keizer Johannes VIII Palaiologos en de patriarch van Constantinopel uitgenodigd door de paus om in Ferrara bijeen te komen. Door de dood van Sigismund en de oplopende spanningen met Bazel voorzagen zij echter geen structurele hulp van een verscheurde Westerse wereld en wilden aanvankelijk toch afreizen naar Bazel. Door donaties van de paus werden de heersers uit Constantinopel toch overtuigd. In 1439 –het concilie was inmiddels verplaatst naar Florence vanwege een heersende pestepidemie- vond de aanzet tot hereniging van de westerse en oosterse kerk plaats, hoewel die slechts een kort leven beschoren was, daar vele oosterse kerken deze toenaderingspoging niet accepteerden.
In 1443 kon Eugenius na een ballingschap in Florence weer terugkeren naar Rome, waar hij zich bezighield met de heropbouw van de stad Rome en de gevraagde steun aan de Grieken verleende in hun strijd tegen de Ottomanen; de steun liep op niets uit daar de legers in 1444 bij Varna verslagen werden. Het was zijn neef, kardinaal Francesco Condulmer, die de pauselijke vloot had geleid.

#### Humanisme en de kunsten
Onder invloed van de fragiele samenwerking met de Oosterse kerken (voornamelijk de Grieks-orthodoxe) vond een belangrijke uitwisseling plaats van klassieke ideeën. Met name Johannes Bessarion, een voormalig orthodox aartsbisschop van Nicaea maar overgegaan naar de Rooms-Katholieke Kerk, speelde daarin een belangrijke rol door zijn hulp bij Latijnse vertalingen van Oudgriekse auteurs. Hij schonk zijn bibliotheek aan Venetië.
Een andere belangrijke ontwikkeling binnen de wetenschap zou het bezoek zijn geweest van een Chinese delegatie in 1434 aan Florence. Zij toonde de paus de ontwikkelingen die hadden plaatsgevonden op o.a. het gebied van wiskunde, astronomie en werktuigbouw. Deze zouden de basis gelegd hebben voor ontwikkelingen in de Renaissance en inspiratie vormen voor Leonardo da Vinci, Nicolaas Copernicus en Galileo Galilei.
Ook aan de verbetering van studies besteedde Eugenius veel aandacht. De universiteit van Rome (La Sapienza), opgericht in 1303, werd door zijn toedoen uitgebreid met de faculteiten Rechten, Medicijnen, Filosofie en Theologie. Opmerkelijk hierbij is de wijze waarop de financiering hiervan plaatsvond: een nieuwe belasting op wijn.
Een andere universiteit die door Eugenius werden opgericht, was die van Poitiers terwijl hij ook aan de universiteit van Leuven aanvullende privileges verleende; centraal stonden daarbij opleidingen in de theologie en godgeleerdheid, maar ook rechten (kerkelijk en burgerlijk) en medicijnen namen een belangrijke plaats in.
Ook nam Eugenius stelling tegen de slavernij. In zijn bul Sicut Dudum van 13 januari 1435 veroordeelde hij het optreden van de Spanjaarden tegen de oorspronkelijke gekleurde inwoners van de Canarische Eilanden die “totaal en onvoorwaardelijk vrij waren en vrijgelaten moesten worden”. De Spanjaarden namen geen notie van de bul, omdat “er geen sprake was van mensen, maar een soort van dieren”.
Naast zijn inzet voor de heropbouw van de pauselijke staat gaf Eugenius aan diverse kunstenaars opdrachten ter verfraaiing van gebouwen (o.a. aan Fra Angelico die fresco’s verzorgde in de kapel van paus Nicolaas V en de kapel van het Heilig Sacrament in het Vaticaan). Bekendst werd Eugenius door de opdracht die hij gaf aan de architect en beeldhouwer Antonio di Pietro Averlino. In 1433 begon hij aan het gieten van de centrale, bronzen deuren van de oude Sint-Pietersbasiliek waarvan de centrale deur in 1445 gereed kwam.

### Overlijden en nasleep
Eugenius IV overleed op 23 februari 1447. Aanvankelijk werd hij in de oude Sint-Pietersbasiliek begraven naast zijn naamgenoot paus Eugenius III. Later werd zijn graftombe verplaatst naar de San Salvatore in Lauro kerk.
De invloed van het conciliarisme en de herwonnen macht van de pausen zou tijdens de Renaissance –en met name tijdens de Hoog-Renaissance- een grote invloed hebben op het bestuur van de kerk en de samenstelling van het kardinalencollege. Benoemingen van kardinalen –en daarmee ook de uiteindelijke pauskeuze- zouden afhangen van vier belangrijke factoren:
- Europese vorstenhuizen: zij droegen in hun ogen geschikte en bevriende kandidaten voor (de kroonkardinalen), waarmee zij de invloed in Italië wilden verhogen[11]
- Italiaanse adel: hierdoor kregen zij naast toegang tot de Kerkelijke Staat ook invloed over kerkelijke gebieden
- Romeinse adel: Door toename van de kerkelijke macht konden zij hun stem in de pauselijke gebieden uitbreiden
- Familie van de pausen: de kardinaal-nepoten. Hierdoor werd het mogelijk voor de families claims te leggen op gebieden, de macht te vergroten en een aanzienlijk kapitaal op te bouwen.

Tijdens zijn 27 kardinaalsbenoemingen werden de bovengenoemde “richtlijnen” reeds duidelijk: 7 op verzoek van Europese vorsten, 7 afkomstig van de Italiaanse adel en 2 kardinaal-nepoten.

### Kerkelijke functies
| Positie                                              | Data              |
| ---------------------------------------------------- | ----------------- |
| Wereldlijk prior van de S. Agostino kerk bij Venetië |                   |
| Kanunnik van kathedraal Verona                       | 1398              |
| Apostolisch protonotaris                             | 1407              |
| Pauselijk schatbewaarder                             | 1407              |
| Bisschop van Siena                                   | 30 december 1407  |
| Kardinaal-priester van S. Clemente                   | 9 mei 1408 - 1426 |
| Vicaris en legaat a latere in Marche Anconitana      | 3 januari 1420    |
| Legaat in Bologna                                    | augustus 1423     |
| Kardinaal-priester van S. Maria in Trastevere        | 1426              |
| In commendam 4 kloosters (Venetië, Padua en Rimini)  | tot aan 1444      |

### Trivia

Dom van Florence

- Drie maanden na Eugenius’ aanstelling (30 mei 1431) vond Jeanne d’Arc de dood op de brandstapel.
- Tijdens zijn verblijf in Florence werd de nieuwe door Filippo Brunelleschi gebouwde Dom ingewijd door Eugenius IV. Dit gebeurde op 25 maart 1436. In een nis aan de façade van de Dom bevindt zich een standbeeld van Eugenius IV.
- In 1441 dreigde Eugenius IV de magistraat en de burgers van de stad Maastricht te excommuniceren wegens een hoog opgelopen conflict tussen de stad en het kapittel van Sint-Servaas.
- In 1446 ontnam Eugenius IV van de Friezen het eeuwigdurend recht op de Santi Michele e Magno kerk te Rome. De Friezen (Huidige Nederlandse Friesland en Oost- en Noord-Friesland in Duitsland) wensten hun eigen kerk te hebben in de buurt van het graf van Sint-Petrus.